# Tewdwr de Strathclyde
Tewdwr de Stratchclyde' roi des Bretons de Strathclyde mort en 752.

## Origine
Dans la généalogie des rois de Strathclyde ou d’Ath Clut du manuscrit Harleian MS 3859 , Teudebur map Beli est désigné comme le fils de Beli II de Strathclyde et le père de Dumngual III de Strathclyde

## Règne
Son règne au milieu de VIIIe siècle correspond à celui du grand roi des Pictes Oengus Ier. Les Annales Cambriae relèvent en 750 la défaite infligée par les Bretons à une armée de Pictes lors d’une bataille nommée Mocetauc (Mygedawc). Mygedawc est le plus souvent identifié avec Mugdock, situé à la limite des Comtés de Dunbarton et de Stirling.
Les Annales de Tigernach précisent que le frère du roi Oengus Ier ; Talorgen mac Fergus périt dans ce combat. Alfred P. Smyth estime que cette victoire des bretons leur aurait permis d’établir une brève suprématie sur les Pictes bien qu’à la même époque le roi Eadberht de Northumbrie s’assurait le contrôle de Kyle au détriment de ces mêmes Bretons.
Une autre entrée des Annales de Tigernach nous indique ensuite que Taudar mac Bile, rí Alo Cluaide, meurt en 752.